# Diecéze Æla
Diecéze Æla je titulární diecéze římskokatolické církve.

## Historie
Æla, ztotožnitelná s městem Akaba v dnešním Jordánsku, je starobylé biskupské sídlo v někdejší římské provincii Palestina III.. Bylo součástí jeruzalémského patriarchátu a sufragánnou arcidiecéze Petra v Palestině.
K tomuto sídlu můžeme jistě přiřadit tři biskupy: Petrus se roku 325 zúčastnil prvního nikajského koncilu; Berillus byl účastníkem roku 451 chalkedonského koncilu; Paulus se roku 536 účastnil jeruzalémské synody. Autor jménem Lequien dále k tomuto sídlu přiřazuje dalšího biskup jménem Paulus, avšak autor Vailhé se domnívá že se jednalo jen o igumena.
Dnes je využívána jako titulární biskupské sídlo; v současnosti nemá svého titulárního biskupa.

## Seznam biskupů
- Petrus (zmíněn roku 325)
- Berillus (zmíněn roku 451)
- Paulus (zmíněn roku 500)
- Paulus (zmíněn roku 536)

## Seznam titulárních biskupů
- Robert Seidenbusch, O.S.B. (1875–1895)
- Charles-Marie-Félix de Gorostarzu, M.E.P. (1907–1933)
- Alois Hudal (1933–1963)
- Joseph-Marie Trịnh Văn Căn (1963–1978)